# Finn Légierő
A Finn Légierő (FAF vagy FiAF) (finnül: Ilmavoimat, svédül: Flygvapnet) része finnország haderejének. 

## Szervezete
- A Finn Légierő létszáma 3100 fő (mely mozgósítás után 38 000 főre növelhető).
- Repülési idő: 120 óra

### Állomány
- Főparancsnokság (Tikkakoski)
  - Lappföldi Légi Parancsnokság (Rovaniemi)
    - 11. vadászrepülő század
    - Támogató század
    - Javítóüzem

  - Satakuntai Légi Parancsnokság (Tampere)
    - 21. vadászrepülő század
    - Támogató század
    - Javítóüzem

  - Karéliai Légi Parancsnokság (Kuopio)
    - 31. vadászrepülő század

  - Légi kiképző ezred (Kauhava)
    - 41. vadászrepülő század
    - Kiképző központ
    - Logisztikai központ

  - Légierő Akadémia (Tikkakoski)

## Fegyverzete
| Származási hely              | Megnevezés                   | Feladatkör                             | Mennyiség                    | Megjegyzés                                                                          |
| Harci és kiképző repülőgépek | Harci és kiképző repülőgépek | Harci és kiképző repülőgépek           | Harci és kiképző repülőgépek | Harci és kiképző repülőgépek                                                        |
| ---------------------------- | ---------------------------- | -------------------------------------- | ---------------------------- | ----------------------------------------------------------------------------------- |
| USA                          | F/A–18 C/D Hornet            | többfeladatú vadászrepülőgép           | 62 db                        | - Ebből 55 db C és 7 db D verziójú.                                                 |

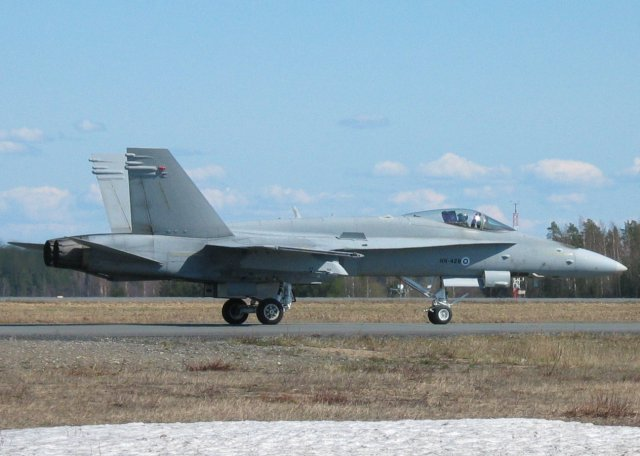
A Finn Légierő F/A-18 Hornete.

| Egyesült Királyság           | BAE Hawk                     | kiképző és csapásmérő repülőgép        | 31 db                        | - Ebből 8 db Mk.51 , 7 db Mk.51A típusú kiképző és 16 db Mk.66 csapásmérő változat. |
| Finnország                   | Valmet L–70 Vinka            | kiképző repülőgép                      | 26 db                        |                                                                                     |
| Németország                  | Grob G 115E                  | kiképző repülőgép                      | 28 db                        |                                                                                     |
| Felderítő repülőgépek        |                              |                                        |                              |                                                                                     |
| USA                          | Learjet 35A/S                | légtérellenőrző repülőgép              | 3 db                         |                                                                                     |
| USA                          | Piper PA-31 Navajo           | felderítő repülőgép                    | 6 db                         | - Hamarosan kivonásra kerülnek. Váltótípusuk a PC–12.                               |
| Svájc                        | Pilatus PC–12NG              | felderítő és könnyű szállító repülőgép | 6 db                         |                                                                                     |
| Finnország                   | M–290 RediGO                 | felderítő repülőgép                    | 9 db                         |                                                                                     |
| Szállító repülőgépek         |                              |                                        |                              |                                                                                     |
| Spanyolország                | CASA C–295M                  | szállító repülőgép                     | 3 db                         |                                                                                     |
| Hollandia                    | Fokker F27                   | szállító repülőgép                     | 2 db                         | - Hamarosan kivonásra kerülnek.                                                     |